# Гребля на байдарках и каноэ на летней Универсиаде 2013
Соревнования по гребле на байдарках и каноэ в рамках летней Универсиады 2013 года прошли с 13 по 15 июля в Центре гребных видов спорта в Казани, Россия. Были разыграны 24 комплекта наград, в том числе 9 в каноэ и 15 в байдарках.

## Результаты

### Мужчины
| C-1 200 м  | Евгений Шуклин (LTU)                                                     | Андрей Крайтор (RUS)                                                      | Артём Козырь (BLR)                                                          |  |  |  |
| C-1 500 м  | Евгений Шуклин (LTU)                                                     | Сергей Емельянов (KAZ)                                                    | Андрей Богданович (BLR)                                                     |  |  |  |
| C-1 1000 м | Тамаш Кишш (HUN)                                                         | Сергей Емельянов (KAZ)                                                    | Илья Штокалов (RUS)                                                         |  |  |  |
| C-2 200 м  | Россия Виктор Мелантьев Иван Штыль                                       | Чехия Ярослав Радонь Филип Дворжак                                        | Беларусь Глеб Солодуха Денис Махлай                                         |  |  |  |
| C-2 500 м  | Россия Виктор Мелантьев Иван Штыль                                       | Чехия Ярослав Радонь Филип Дворжак                                        | Польша Томаш Качор Винцент Сломиньский                                      |  |  |  |
| C-2 1000 м | Россия Виктор Мелантьев Илья Первухин                                    | Чехия Ярослав Радонь Филип Дворжак                                        | Польша Томаш Качор Винцент Сломиньский                                      |  |  |  |
| C-4 200 м  | Россия Кирилл Шамшурин Андрей Крайтор Александр Коваленко Николай Липкин | Беларусь Сергей Приволькин Денис Реут Андрей Богданович Дмитрий Пивовар   | Чехия Войтех Русо Дан Драгокоупиль Томаш Янда Радек Мисковский              |  |  |  |
| C-4 500 м  | Россия Кирилл Шамшурин Михаил Павлов Павел Петров Алексей Бовдурец       | Украина Виталий Вергелес Денис Камерилов Дмитрий Янчук Эдуард Шеметило    | Узбекистан Ильдар Каюмов Мирзиёджон Хожиев Дильшод Юлдашев Мураджон Азметов |  |  |  |
| C-4 1000 м | Украина Виталий Вергелес Денис Камерилов Дмитрий Янчук Эдуард Шеметило   | Россия Кирилл Шамшурин Расул Ишмухамедов Павел Петров Владимир Федосенко  | Польша Пётр Кулета Михал Кудла Матеуш Каминьский Патрик Сколь               |  |  |  |
|            |                                                                          |                                                                           |                                                                             |  |  |  |
| K-1 200 м  | Игнас Навакаускас (LTU)                                                  | Манфреди Рицца (ITA)                                                      | Олег Харитонов (RUS)                                                        |  |  |  |
| K-1 500 м  | Фернанду Пимента (POR)                                                   | Мартин Шуберт (GER)                                                       | Виктор Андрюшкин (RUS)                                                      |  |  |  |
| K-1 1000 м | Фернанду Пимента (POR)                                                   | Олег Юреня (BLR)                                                          | Рафал Росольский (POL)                                                      |  |  |  |
| K-2 200 м  | Россия Юрий Постригай Александр Дьяченко                                 | Словакия Мирослав Златько Любомир Бенё                                    | Польша Себастьян Шипула Давид Путто                                         |  |  |  |
| K-2 500 м  | Беларусь Денис Жигадло Виталий Белько                                    | Польша Павел Шандрах Мариуш Куявский                                      | Россия Евгений Луканцов Дмитрий Гудимов                                     |  |  |  |
| K-2 1000 м | Польша Павел Шандрах Мариуш Куявский                                     | Россия Виталий Юрченко Василий Погребан                                   | Венгрия Мате Петрович Гергей Часар                                          |  |  |  |
| K-4 200 м  | Россия Кирилл Ляпунов Александр Николаев Артём Кононюк Олег Харитонов    | Украина Евгений Карабута Максим Бильченко Александр Сенкевич Игорь Трунов | Польша Себастьян Шипула Денис Амброзяк Бартош Стабно Давид Путто            |  |  |  |
| K-4 500 м  | Россия Кирилл Ляпунов Александр Сергеев Виктор Андрюшкин Олег Жестков    | Беларусь Павел Медведев Денис Жигадло Артур Литвинчук Виталий Белько      | Польша Павел Шандрах Мариуш Куявский Себастьян Шипула Давид Путто           |  |  |  |
| K4 1000 m  | Россия Олег Жестков Максим Спесивцев Алексей Востриков Николай Чернов    | Польша Павел Флорчак Рафал Росольский Мартин Бжезинский Бартош Стабно     | Беларусь Павел Медведев Иван Цуранов Олег Юреня Артур Литвинчук             |  |  |  |
| K4 1000 m  | Россия Олег Жестков Максим Спесивцев Алексей Востриков Николай Чернов    | Польша Павел Флорчак Рафал Росольский Мартин Бжезинский Бартош Стабно     | Венгрия Аттила Таш Тот Арон Шцхенк Ласло Ковач Гергей Часар                 |  |  |  |

### Женщины
| Дисциплина | Золото                                                                   | Серебро                                                                   | Бронза                                                                                |
| ---------- | ------------------------------------------------------------------------ | ------------------------------------------------------------------------- | ------------------------------------------------------------------------------------- |
| K-1 200 м  | Наталья Подольская (RUS)                                                 | Маргарита Тишкевич (BLR)                                                  | Николина Молдован (SRB)                                                               |
| K-1 500 м  | Марина Литвинчук (BLR)                                                   | Эдита Дзенишевская (POL)                                                  | Милица Старович (SRB)                                                                 |
| K-2 200 м  | Беларусь Ольга Худенко Марина Литвинчук                                  | Сербия Николина Молдован Оливера Молдован                                 | Россия Наталья Проскурина Анастасия Лаврова                                           |
| K-2 500 м  | Беларусь Александра Гришина Маргарита Тишкевич                           | Россия Наталия Лобова Анастасия Лаврова                                   | Сербия Николина Молдован Оливера Молдован                                             |
| K-4 200 м  | Беларусь Маргарита Тишкевич Надежда Попок Ольга Худенко Марина Литвинчук | Россия Наталья Подольская Вера Собетова Анастасия Сергеева Наталия Лобова | Испания Айнара Портела Лаура Педруэло Мария Корбера Бегония Ласкано                   |
| K-4 500 м  | Беларусь Софья Юрченко Надежда Попок Ольга Худенко Марина Литвинчук      | Россия Наталья Проскурина Инга Гуржей Светлана Черниговская Елена Анюшина | Польша Агнешка Ковальчик Эвелина Войнаровская Эдита Дзенишевская Магдалена Круковская |

### Медальный зачёт
| Место | Страна     | Золото | Серебро | Бронза | Всего |
| 1     | Россия     | 10     | 6       | 5      | 21    |
| 2     | Беларусь   | 6      | 4       | 4      | 14    |
| 3     | Литва      | 3      | 0       | 0      | 3     |
| 4     | Португалия | 2      | 0       | 0      | 2     |
| 5     | Польша     | 1      | 3       | 8      | 12    |
| 6     | Украина    | 1      | 2       | 0      | 3     |
| 7     | Венгрия    | 1      | 0       | 2      | 3     |
| 8     | Чехия      | 0      | 3       | 1      | 4     |
| 9     | Казахстан  | 0      | 2       | 0      | 2     |
| 10    | Сербия     | 0      | 1       | 3      | 4     |
| 11    | Германия   | 0      | 1       | 0      | 1     |
| 11    | Италия     | 0      | 1       | 0      | 1     |
| 11    | Словакия   | 0      | 1       | 0      | 1     |
| 14    | Испания    | 0      | 0       | 1      | 1     |
| 14    | Узбекистан | 0      | 0       | 1      | 1     |
| Итого | Итого      | 24     | 24      | 25     | 73    |